# Lluís Borrassà
Lluís Borrassà (Gerona, 1360 ca. – Barcellona, 1425 ca.) è stato un pittore spagnolo, primo rappresentante in Catalogna del gotico internazionale.

## Biografia

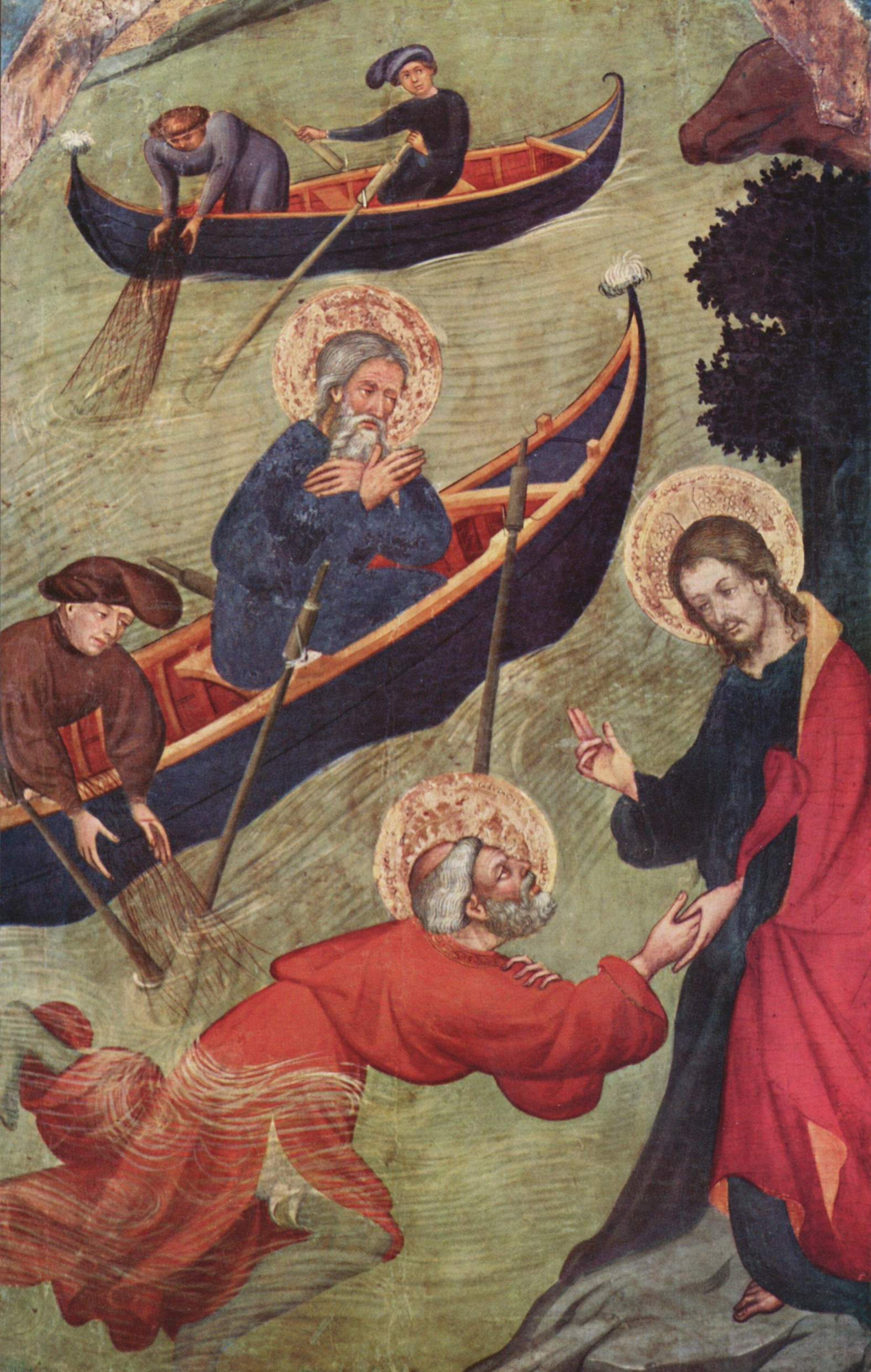
San Pietro salvato dalle acque, Santa María de Tarrasa

Originario di una famiglia di modesti artisti di Gerona, è citato da vari documenti come autore di undici polittici eseguiti tra il 1402 ed il 1424, tra i quali Polittico di Copons, ora in una collezione privata di Valencia. Pochi di essi sono sopravvissuti integralmente, ma numerosi altri dipinti gli sono attribuiti con verosimiglianza.
Borrassà si trasferì a Barcellona verso il 1383, dove aprì una grossa bottega; una delle prime opere fu un grande polittico per la chiesa del convento di San Damiano, andato perduto. A questa prima fase risale un pannello di polittico con la Natività, l'Adorazione dei Magi e la Resurrezione, che segue la tradizione italianeggiante di Ramón Destorrents e dei fratelli Pedro e Jaume Serra. Il pannello è stato realizzato tra il 1385 ed il 1390 ed ora si trova al Musée des arts décoratifs di Parigi. A tale fase si attribuisce pure il Polittico dell'arcangelo Gabriele nella cattedrale di Barcellona. Verso il 1410 realizzò la predella del Compianto di Cristo, aggiunta al Polittico dello Spirito Santo di Pedro Serra per la collegiata di Manresa: quest'opera è considerata la prima del periodo maturo dell'artista.
I suoi lavori influenzarono altri artisti catalani quali Juan Mates o il Maestro del Rossiglione e soprattutto Bernat Martorell, suo successore alla testa dell'attività pittorica di Barcellona.